# مزرنقة

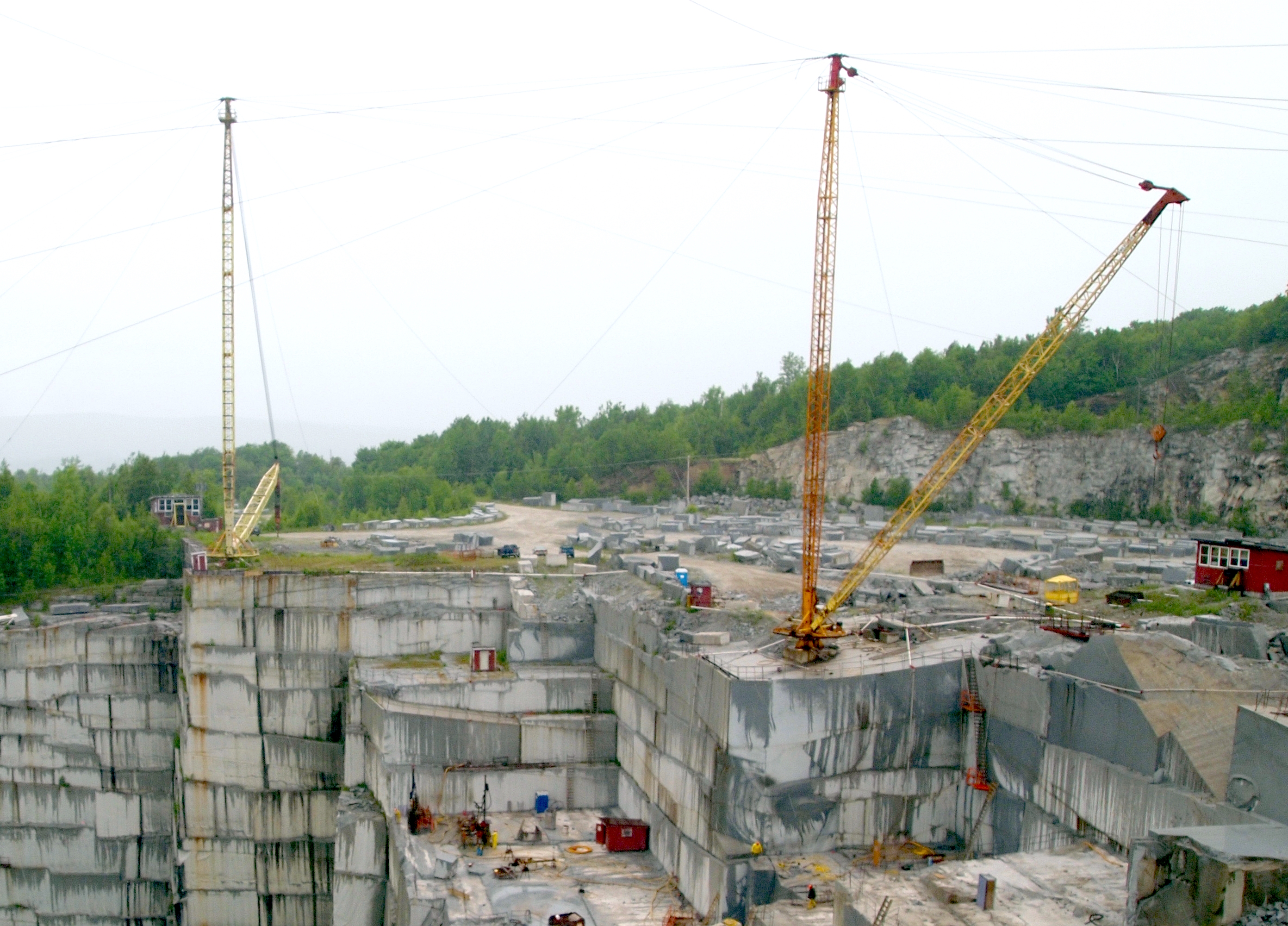
مزرنقتان مشدودتان في مقلع غرانيت

المُزَرْنَقَة (بالإنجليزية: Derrick)‏ هي جهاز رفع تتكون على الأقل من صارٍ مشدودٍ [الإنجليزية] واحدٍ، كما هو الحال في قائم الرفع البكري [الإنجليزية]، والتي يمكن تحريكها مِفصَليًّا فوق الحمولة عن طريق ضبط شدّاداتها. تحتوي معظم المزرنقات على مكونين على الأقل، إما صارٍ مشدود أو برج يدعم نفسه، وذراع مفصلية عند قاعدته لتوفير القدرة على التمفصل، كما هو الحال في مزرنقة جاسئة الساقين. يتم التحكم في النوع الأساسي من المزرنقات عن طريق ثلاثة أو أربعة خطوط متصلة بأعلى الصاري، مما يسمح لها بالتحرك جانبيًا والميل لأعلى ولأسفل. لرفع حمولة، يمتد خط منفصل لأعلى الصاري وفوقه مع خطاف في نهايته الحرة، كما هو الحال مع الرافعة الرَّهْوِيَّة.
تُعد المزرنقات مفيدة خصوصًا في تركيب المعدات في المنشآت الشاهقة، أو الأعمال التي تستغرق فترة طويلة من الزمن، أو الأعمال التي يكون فيها التأثير على حركة المرور في الشوارع أو على حركة المشاة مصدر قلق. عادةً ما توجد أشكال من المزرنقات على متن السفن وفي مرافق الإرساء. تُعرف المزرنقات الكبيرة المثبتة على السفن المُخصَّصة باسم المزرنقات العائمة ومقصيات الرجلين [الإنجليزية].
يُطلق المصطلح الإنجليزي Derrick أيضًا على الإطار الداعم لجهاز الحفر في جهاز الحفر في منصة حفر نفطية، ويسمى ببرج الحفر.

## التسمية
أتى اسم Derrick من نوع المشنقة الذي سمي على اسم طوماس دريك [الإنجليزية]، منفذ إعدام إنجليزي عاش في العصر الإليزابيثي. أما عن الاسم العربي "مُزَرْنَقَة"، فهو مشتق من كلمة «زُرْنُوق» التي تعني في الأصل أحد الدعامتين اللتين تُبنَيان على جانبي رأس البئر ويُعلَّق عليهما الملفاف ليُستَقى بها، سميت الآلة بهذا الاسم لتشابه وظيفة صَارِيهِ (أو صَوَارِيهِ) وذِرَاعِهِ مع دِعامتَيْ البئر.